# Moïta
Moïta är en kommun i departementet Haute-Corse på ön Korsika i Frankrike. Kommunen ligger i kantonen Moïta-Verde som tillhör arrondissementet Corte. År 2022 hade Moïta 62 invånare.

## Befolkningsutveckling
Antalet invånare i kommunen Moïta
Referens:INSEE